# بحيرة أفنورير
أفنورير هي بحيرة تقع بجماعة عين اللوح في إقليم إفران، تبعد بحوالي 30 كلم عن مدينة أزرو، وهي مصنفة ضمن اتفاقية رامسار للمناطق الرطبة. تمتد هذه البحيرة على مساحة تقدر ب 300 هكتار وتقع على علو يصل إلى 1800 متر عن سطح البحر.
في عام 2017، تم إطلاق مجموعة من الأسماك الصغيرة في بحيرة أفنورير من أصناف الزنجور، روتونكل، المنقوف، والقماص، والتي وصل عددها الإجمالي إلى أزيد من 180 ألف سمكة. وتهدف هذه العملية التي أطلقتها المندوبية السامية للمياه والغابات ومحاربة التصحر إلى إعادة التوازن البيئي بهذه البحيرة التي تأثرت بموجة الجفاف والتغيرات المناخية وأدت إلى نفوق العديد من الأسماك وهجرة الطيور التي كانت تتوافد على المنطقة.